# Cici Kobinski
Cassandra Cynthia Kobinski (* 25. November 1991 in Santa Clara, Kalifornien) ist eine US-amerikanisch-philippinische Fußballspielerin mit guamischen Wurzeln.

## Leben
Kobinski wurde in Santa Clara geboren, wuchs jedoch in Santa Rita auf Guam auf. Sie besuchte die Cupertino High School in Cupertino, Kalifornien, bevor sie sich 2009 an der California Polytechnic State University einschrieb. Im Frühjahr 2011 schloss sie ihr Biologiestudium mit dem Bachelor ab.

## Karriere
Kobinski begann ihre Karriere für De Anza Force und wechselte 2007 nach Kanada zu Vancouver Whitecaps Women. Neben der Vereinskarriere spielte sie an der Cupertino High School, für das Pioneers Women Soccer Team. Nach vier Jahren vollzog sie den Wechsel an die California Polytechnic State University, wo sie im Cal Poly Mustangs Women Soccer Team spielte. In den Semesterferien 2010 spielte sie in der NorCal Premier Soccer League, für den Juventus Sport Club Belmont Oaks Barracudas und in der Women Premier Soccer League für die San Francisco Nighthawks. Nach ihrem Abschluss im Frühjahr 2012 kehrte sie nach Guam zurück und spielt seither für die I.T. & E. Pumas.

### Nationalmannschaft
2010 absolvierte sie einige nicht FIFA Spiele für die Guamische Fußballnationalmannschaft der Frauen, entschied sich aber im Frühjahr 2012 für den Philippinischen Fußballverband. Am 9. April 2012 wurde sie erstmals in den Kader für die Philippinische Fußballnationalmannschaft der Frauen berufen und gab ihr Debüt im LA Viking Cup im November 2012.